# Nicolas Gessner
Nicolas Gessner (* 17. August 1931 in Budapest; † 22. August 2023) war ein Schweizer Filmregisseur und Drehbuchautor.

## Werdegang
Der Sohn eines Schweizer Rechtsanwalts und einer ungarischen Heilpädagogin studierte Romanistik in Zürich. Mit der Dissertationsschrift Die Unzulänglichkeit der Sprache : eine Untersuchung über Formzerfall und Beziehungslosigkeit bei Samuel Beckett wurde er 1957 von Theophil Spoerri zum Dr. phil. I promoviert. Anschliessend arbeitete er als Regieassistent von Oskar Wäterlin, Leopold Lindtberg, Jean-Louis Barrault und 1957 in Hollywood mit Henry Koster bei Mein Mann Gottfried.
Danach arbeitete Gessner zunächst als Theaterregisseur beim Stadttheater Luzern. Zu dieser Zeit begann er auch mit der Inszenierung von semidokumentarischen Kurzfilmen. Seit 1965 drehte er mehrere international besetzte abendfüllende Kinofilme. Grösseren Erfolg hatte jedoch nur der kanadische Psychothriller Das Mädchen am Ende der Strasse mit der jungen Jodie Foster, was ihm eine Nominierung für den Saturn Award für die beste Regie einbrachte. Insgesamt drehte er rund zwanzig längere Kino- und Fernsehfilme.
Nicolas Gessner lebte und arbeitete von 1939 bis 1976 überwiegend in Zürich, danach in der französischen Hauptstadt Paris.

## Filmografie (Auswahl)
- 1959: Auskunft im Cockpit
- 1960: Operation Schweiz
- 1964: Schellen-Ursli
- 1964: Der Gefangene der Botschaft
- 1965: Diamantenbillard (Un milliard dans un billard)
- 1967: Die Blonde von Peking (La blonde de Pékin)
- 1969: Zwölf plus eins (Una su 13)
- 1971: Mörder hinter der Tür (Quelqu'un derrière la porte)
- 1973: Sag Oma Gute Nacht
- 1976: Das Mädchen am Ende der Strasse (The Little Girl Who Lives Down the Lane)
- 1980: Zwei Gauner in der Wüste (It Rained All Night the Day I Left)
- 1982: Herr Herr
- 1984: Diebe unter sich (Le tueur triste)
- 1985: Intrigues
- 1987: Das andere Leben
- 1989: Schneller als das Auge (Quicker Than the Eye)
- 1989: Tennessee Nights
- 1991: Gesichter der Schweiz
- 1993: Estelle (Le château des oliviers)
- 1994: Chêques en boîte
- 1997: Spaceship Earth

## Belege
1. ↑  Hommage à Nicolas Gessner. In: L’ARP. Société civile des Auteurs Réalisateurs Producteurs, abgerufen am 25. Dezember 2023 (französisch).
2. ↑  Dissertation und Doktorvater an der ETH Zürich, abgerufen am 28. Juni 2021.
3. 1 2 3  siehe Kromer, Reto: "Gessner, Nicolas", in: Historisches Lexikon der Schweiz (HLS), Version vom 9. April 2015

| Personendaten    | Personendaten           |
| ---------------- | ----------------------- |
| NAME             | Gessner, Nicolas        |
| KURZBESCHREIBUNG | Schweizer Filmregisseur |
| GEBURTSDATUM     | 17. August 1931         |
| GEBURTSORT       | Budapest                |
| STERBEDATUM      | 22. August 2023         |